# Quacquarelli Symonds
是英国一家专门负责教育及升学就业的公司，成立于1990年，至今已经有数百名员工，并在世界多个地区设立办公室，包括其总部所在地伦敦及纽约、华盛顿、巴黎、新加坡、悉尼、上海等。为本科生、硕士及博士生提供多项服务，並提供海外留学的指引。也发表过不少有关高等教育的资讯，当中以世界大学排名最受关注。

## 历史
QS是在1990年由当时还在沃顿商学院修读工商管理硕士的  成立，其后发表多个有关商科课程的资讯与排名。后来，其在2004年宣布与泰晤士高等教育组织合作，共同推出世界大学排名，即泰晤士高等教育-QS世界大学排名，并受到广泛的注目，其后在2009年宣布与泰晤士散伙，并开始推出自己独立的排名。

## 世界大学排名

### 泰晤士高等教育-QS世界大學排名
自2004年11月起，泰晤士高等教育每年與QS合作，公布共同的世界大学排名，即泰晤士高等教育-QS世界大學排名，具有广泛的影响力。后来，在2009年的排名推出后，两者正式解散並开始发表各自的排名。

### 世界大学排名
（包括亚洲大学排名及拉丁美洲大学排名两个独立的地区性排名）
在推出2009年的排名后，与泰晤士正式宣布散伙。继续与美國新聞與世界報導及英國太陽報合作推出主要的世界大学排名，包括综合及学科排名。
后来还与朝鮮日報合作，推出独立的亚洲大学排名，此排名采用了部分世界大学的准则，但也加入了新的一些指标，故对于亚洲大学的名次，两者有着不同的结果。除此，还在2011年发表了拉丁美洲大学排名，情况与亚洲大学排名相似，有着一些和主要的世界大学排名不一样的准则比重。
QS世界大学排名与独立后的泰晤士高等教育世界大学排名共同被认为是世界兩大最具影响力的全球性大学排名。

## 外部連結
- Top Universities | Worldwide university rankings, guides & events（页面存档备份，存于）